# 自衛隊ホンジュラス派遣

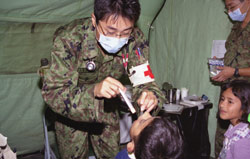
ホンデュラス国際緊急医療援助隊による診察

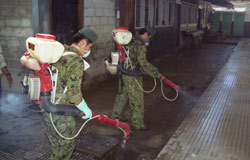
ホンデュラス国際緊急医療援助隊による薬剤散布

自衛隊ホンジュラス派遣（じえいたいホンジュラスはけん）は、ホンジュラス共和国への国際緊急援助法に基づく自衛隊の海外派遣。防衛庁は「ホンデュラス」と呼称。

## 概要
1998年10月27日より、ホンジュラスをハリケーン・ミッチが直撃し、大きな被害を与えた。日本政府はホンジュラス政府からの要請を受け、高村正彦外務大臣が額賀福志郎防衛庁長官へ自衛隊派遣について協議し、国際緊急援助隊として自衛隊派遣を決定。
医療援助隊は、4031名の治療と約3万3000m2の防疫をした。空輸隊は、日本から医薬品や器材など約20トンを空輸し、アメリカ空軍基地を拠点にホンジュラスへ約11トンの物資を空輸した。

## 部隊
ホンデュラス国際緊急医療援助隊
陸上自衛隊中部方面隊を中心に医官7名を含む隊員80名で編成。隊長は高橋裕1等陸佐。テグシガルパを拠点に防疫と医療活動を実施。
ホンデュラス国際緊急援助空輸隊
航空自衛隊第1輸送航空隊を中心にC-130H輸送機6機、隊員105名で編成。隊長は長藤川1等空佐。ケリー空軍基地（米国テキサス州）を拠点に物資を輸送。

## 経過
- 1998年（平成10年）
  - 11月5日 - ホンジュラス政府が日本政府へ自衛隊派遣を要請
  - 11月13日 - 空輸隊を編成、輸送機が小牧基地を出発 （経由地 アンダーセン空軍基地 - バクホルツ陸軍基地 - ヒッカム空軍基地 - トラビス空軍基地 - ケリー空軍基地）
  - 11月14日 - 医療援助隊が民間機で成田空港から出国
  - 11月16日 - 医療援助隊がトンコンティン国際空港に到着
  - 11月17日 - 輸送機がトンコンティン国際空港に到着、物資を降ろした後、拠点とするケリー空軍基地に移動
  - 11月18日（現地時間17日） - 医療援助隊が防疫と医療活動を開始
  - 11月27日 - 防衛庁長官は陸上自衛隊と航空自衛隊に国際緊急援助活動の終結命令を発出
  - 12月1日 - 医療援助隊が活動終了
  - 12月5日 - 医療援助隊が帰国
  - 12月9日 - 空輸隊が小牧基地に帰国